# دیردری ویلسون
دیردری ویلسون (انگلیسی: Deirdre Wilson؛ زادهٔ ۱۹۴۱) فیلسوف، زبان‌شناس، دانشمند علوم شناختی و پژوهشگر در کالج دانشگاهی لندن و اهل بریتانیا و همچنین استاد پژوهش در مرکز مطالعه ذهن در طبیعت در دانشگاه اسلو است. مهم‌ترین کارهای او در زمینه کاربردشناسی زبانی، به‌ویژه در توسعه نظریه ارتباط (Relevance Theory) به همراه انسان‌شناس فرانسوی، دن اسپربر بوده است. این کار به‌ویژه در فلسفه زبان تأثیرگذار بوده است. تأثیرات مهم بر ویلسون شامل نوام چامسکی، جری فودور و پل گریس می‌شود. زبان‌شناسان و فیلسوفان زبانی که شاگردان ویلسون بوده‌اند شامل استیون نیل (مرکز تحصیلات تکمیلی CUNY)، رابین کارستون (دانشگاه کالج لندن) و تیم وارتون (دانشگاه برایتون) می‌شوند.

## زندگی‌نامه
ویلسون مدرک لیسانس فلسفه خود را در دانشگاه آکسفورد در حین همکاری با فیلسوف پل گرایس دریافت کرد. او دکترای خود (دکترای فلسفه) را در مؤسسه فناوری ماساچوست (MIT) با راهنمایی زبان‌شناس نوام چامسکی به پایان رساند. وی همچنین به عنوان مدرس در کالج سامرویل، آکسفورد فعالیت کرده است.